# Sukamanah (Malangbong)
Sukamanah is een bestuurslaag in het regentschap Garut van de provincie West-Java, Indonesië. Sukamanah telt 6099 inwoners (volkstelling 2010).